# Верчуга
Верчуга (Верчига) — река в России, протекает по Антроповскому району Костромской области. Устье реки находится в 215 км по левому берегу реки Нея у деревни Цибаково. Длина реки составляет 13 км.
По берегам реки стоят деревни Филино-Софийское, Шувакино, Каменново, Ботвино и Цибаково.

## Данные водного реестра
По данным государственного водного реестра России относится к Верхневолжскому бассейновому округу, водохозяйственный участок реки — Унжа от истока и до устья, речной подбассейн реки — Бассей притоков Волги ниже Рыбинского водохранилища до впадения Оки. Речной бассейн реки — (Верхняя) Волга до Куйбышевского водохранилища (без бассейна Оки).
Код объекта в государственном водном реестре — 08010300312110000016126.